# Julião Henriques
Julião Henriques Neto est un boxeur brésilien né le 16 août 1981.

## Carrière
Sa carrière amateur est principalement marquée par une médaille de bronze remportée aux Jeux panaméricains de Guadalajara en 2011 dans la catégorie poids mouches.

### Jeux olympiques
- 9e aux Jeux de 2012 à Londres, Angleterre

### Jeux panaméricains
- Médaille de bronze en -52 kg en 2011 à Guadalajara, Mexique.